# 苍山香茶菜
苍山香茶菜（学名：Isodon bulleyanus）为唇形科香茶菜属下的一个种。也称白龙香茶菜、多叶苍山香茶菜。